# カール・フォイエルバッハ
カール・ヴィルヘルム・フォイエルバッハ（Karl Wilhelm von Feuerbach、1800年5月30日 - 1834年3月12日）は、ドイツの幾何学者。父は法学者のアンゼルム・フォイエルバッハであり、弟には哲学者のルートヴィヒ・アンドレアス・フォイエルバッハがいる。22歳で博士号を取得し、エアランゲンのギムナジウムで数学教授になった。1822年に主に九点円に注目した数学に関する小著を書いた。これは現在フォイエルバッハの定理として知られている。1827年にメビウスとは独立に同次座標を導入した。
1824年、カールスバート決議に基づく煽動者取締に巻き込まれて1年間ミュンヘンで投獄され、その間に2度自殺未遂をした。33歳の若さで亡くなったのは、この時負った精神障害が一因と思われる。

## 著書
- Eigenschaften einiger merkwürdigen Punkte des geradlinigen Dreiecks und mehrerer durch sie bestimmten Linien und Figuren. Eine analytisch-trigonometrische Abhandlung (Monograph ed.), Nürnberg: Wiessner, (1822). online book - Google ブックス ("Properties of some special points in the plane of a triangle, MIYand various lines and figures determined by these points: an analytic-trigonometric treatment")
- Grundriss zu analytischen Untersuchungen der dreyeckigen Pyramide ("Foundations of the analytic theory of the triangular pyramid")

## 注
1. ↑  “Feuerbach”. sfabel.tripod.com. 2020年7月21日閲覧。